# Đại nghiệp (phim truyền hình)
Đại nghiệp (tiếng Hàn: 대물; Hanja: 大物; Romaja: Đại vật) là một phim truyền hình Hàn Quốc, phỏng theo mạn họa của tác giả Park In-kwon, phát sóng trên đài SBS lần đầu vào tháng 10 năm 2010.

## Nội dung
Nữ xướng ngôn viên truyền hình Seo Hye-rim (Go Hyun-jung) nổi danh nhờ đóng nhân vật Chị Bololo bị sa thải vì chỉ trích những nỗ lực hời hợt của chính phủ khi điều tra cái chết của chồng cô - một phóng viên chiến trường Afghanistan. Phẫn uất, lại được một chính khách đảng cầm quyền là Kang Tae-san (Cha In-pyo) hối thúc, cô đã tình nguyện ra tranh cử tổng thống nhiệm kì tới. Bản thân Kang xuất thân là công tố viên, không ưa gì những trò ma giáo trong chính trường làm cản trở nền dân chủ và sự thượng tôn pháp luật. Tuy nhiên, vì xung khắc ý kiến, chính anh trở thành đối thủ chính trị của Seo và vô tình tạo cơ hội cho những đối thủ khác hè nhau hạ bệ cô. Bên cạnh Seo chỉ có Ha Do-ya (Kwon Sang-woo) - một công tố viên nhiệt tình và thầm yêu cô từ thuở son sắc.

## Diễn xuất
- Go Hyun-jung as Seo Hye-rim
- Kwon Sang-woo as Ha Do-ya
- Cha In-pyo as Kang Tae-san
- Lee Soo-kyung as Jang Se-jin
- Park Geun-hyung as Jo Bae-ho (president of Democratic Party)
- Lee Soon-jae as Baek Sung-min (former President)
- Choi Il-hwa as Kim Myung-hwan (Tae-san's father-in-law)
- Lee Jae-yong as Gong Sung-jo (Do-ya's boss)
- Ahn Suk-hwan as Son Bon-shik (media director)
- Im Hyun-sik as Ha Bong-do (Do-ya's father)
- Lee Joo-shil as Yoon Myung-ja (Hye-rim's mother)
- Kim Jae-bin as Park Dong-hwa (Hye-rim's son)
- Seo Ji-young as Kim Ji-soo (Tae-san's wife, Myung-hwan's daughter)
- Song Ok-sook as Madam Min - Min Kyung-woo (friend of Se-jin's mother)
- Jang Young-nam as Wang Joong-ki (electoral specialist)
- Park Ji-il as Chief of Staff
- Kim Il-woo as Oh Jae-bong (Bae-ho's subordinate)
- Yum Dong-hyun as Seo Soon-jae
- Lee Moon-soo as Kim Tae-bong (corrupt senator)
- Kim Jin-ho as Kim Hyun-gab (Tae-bong's subordinate)
- Shin Seung-hwan as Kim Chul-gyu (Kim Tae-bong's son)
- Yoon Joo-sang as Min Dong-ho (president of adversary party)
- Goo Ji-sung as Park Myung-young (Do-ya's secretary)
- Kim Joon-ho as Hwang Jae-man (killer)
- Kim Tae-woo as Park Min-goo (Hye-rim's late husband) (cameo, ep 1)
- Im Dong-yub as vice manager (cameo)
- Rainbow as girlband (cameo, ep 5)

## Ratings
- In the table below, the blue numbers represent the lowest ratings and the red numbers represent the highest ratings.

| Date       | Episode | Nationwide  | Seoul       |
| ---------- | ------- | ----------- | ----------- |
| 2010-10-06 | 01      | 17.4% (1st) | 17.8% (1st) |
| 2010-10-07 | 02      | 21.2% (1st) | 21.4% (1st) |
| 2010-10-13 | 03      | 23.0% (1st) | 22.2% (1st) |
| 2010-10-14 | 04      | 23.4% (1st) | 22.7% (1st) |
| 2010-10-20 | 05      | 24.7% (1st) | 23.3% (1st) |
| 2010-10-21 | 06      | 26.0% (1st) | 25.9% (1st) |
| 2010-10-27 | 07      | 25.0% (1st) | 23.9% (1st) |
| 2010-10-28 | 08      | 26.0% (1st) | 25.4% (1st) |
| 2010-11-03 | 09      | 24.4% (1st) | 23.3% (1st) |
| 2010-11-04 | 10      | 24.3% (1st) | 24.1% (1st) |
| 2010-11-10 | 11      | 23.9% (1st) | 23.1% (1st) |
| 2010-11-11 | 12      | 24.8% (1st) | 24.2% (1st) |
| 2010-11-17 | 13      | 24.2% (1st) | 22.9% (1st) |
| 2010-11-18 | 14      | 25.1% (1st) | 24.3% (1st) |
| 2010-11-24 | 15      | 23.8% (1st) | 22.9% (1st) |
| 2010-11-25 | 16      | 27.5% (1st) | 27.0% (1st) |
| 2010-12-01 | 17      | 23.7% (1st) | 22.4% (1st) |
| 2010-12-02 | 18      | 25.0% (1st) | 24.4% (1st) |
| 2010-12-08 | 19      | 24.2% (1st) | 23.3% (1st) |
| 2010-12-09 | 20      | 25.8% (1st) | 25.3% (1st) |
| 2010-12-15 | 21      | 25.2% (1st) | 24.6% (1st) |
| 2010-12-16 | 22      | 27.0% (1st) | 26.2% (1st) |
| 2010-12-22 | 23      | 24.0% (2nd) | 23.3% (2nd) |
| 2010-12-23 | 24      | 25.8% (1st) | 25.1% (1st) |
| Average    | Average | 24.4%       | 23.7%       |

Source: TNS Media Korea

## Awards and nominations
| Năm  | Giải                      | Hạng mục                                         | Recipient       | Kết quả   |
| ---- | ------------------------- | ------------------------------------------------ | --------------- | --------- |
| 2010 | SBS Drama Awards          | Grand Prize (Daesang)                            | Go Hyun-jung    | Đoạt giải |
| 2010 | SBS Drama Awards          | Top Excellence Award, Actor in a Drama Special   | Kwon Sang-woo   | Đoạt giải |
| 2010 | SBS Drama Awards          | Top Excellence Award, Actress in a Drama Special | Go Hyun-jung    | Đề cử     |
| 2010 | SBS Drama Awards          | Excellence Award, Actor in a Drama Special       | Cha In-pyo      | Đề cử     |
| 2010 | SBS Drama Awards          | Best Supporting Actor in a Drama Special         | Lee Jae-yong    | Đoạt giải |
| 2010 | SBS Drama Awards          | Best Supporting Actress in a Drama Special       | Lee Soo-kyung   | Đoạt giải |
| 2010 | SBS Drama Awards          | Producer's Award                                 | Cha In-pyo      | Đoạt giải |
| 2010 | SBS Drama Awards          | Top 10 Stars                                     | Go Hyun-jung    | Đoạt giải |
| 2010 | SBS Drama Awards          | Top 10 Stars                                     | Kwon Sang-woo   | Đoạt giải |
| 2010 | SBS Drama Awards          | Achievement Award                                | Park Geun-hyung | Đoạt giải |
| 2011 | 47th Baeksang Arts Awards | Best Actor (TV)                                  | Kwon Sang-woo   | Đề cử     |
| 2011 | 4th Korea Drama Awards    | Best Actor                                       | Kwon Sang-woo   | Đề cử     |

## International broadcast
- In Japan, Fuji Television broadcast the drama under the title Lady President (レディプレジデント〜大物?) from September 5 to ngày 24 tháng 10 năm 2011 on its Hanryū Alpha programming block.[9]
- In the Philippines, it aired on the GMA Network from August 15 to ngày 11 tháng 11 năm 2011, during its run, it received average viewership ratings of over 20%.[10]
- In Thái Lan, it aired on Modernine TV beginning 2011.
- In Hong Kong, it aired on Television Broadcasts Limited under TVB Drama and TVB Jade.
- In Đài Loan, it aired on ETTV beginning August 2012.
- In Indonesia, it aired on LBS TV beginning August 2013.